# Villa Caccia
Villa Caccia è una villa storica posta alla periferia di Romagnano Sesia in provincia di Novara.

## Storia

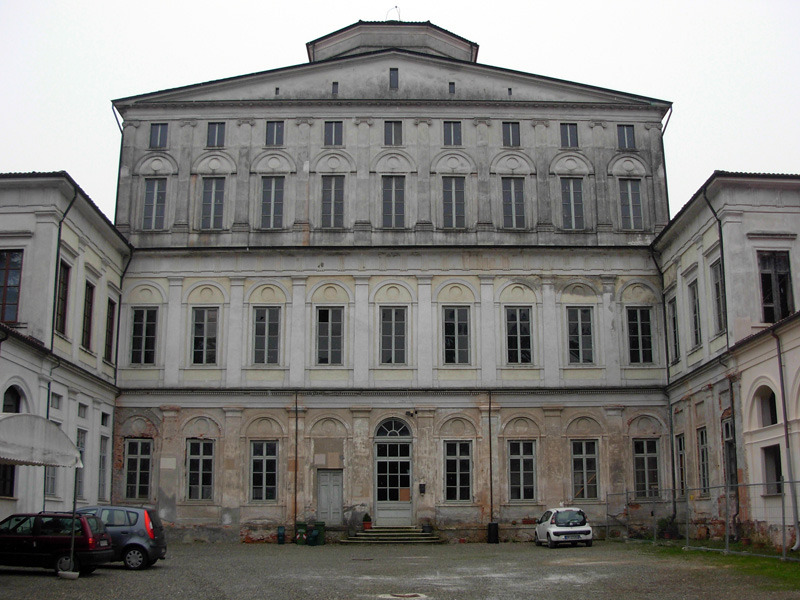
Facciata rivolta al cortile interno

Appartenuta ai conti Caccia di Romentino che la idearono come grandiosa residenza di campagna e fattoria alle loro dipendenze, la villa sorge ancora oggi su un poggio naturale che sovrasta l'abitato di Romagnano Sesia, chiamato monte Cucco. 
Il complesso venne progettato e realizzato tra il 1842 ed il 1848 dal celebre architetto Alessandro Antonelli (noto per aver tra gli altri progetti realizzato la famosa cupola della Basilica di San Gaudenzio di Novara e la Mole Antonelliana di Torino) seguendo le direttive delle Ville palladiane cinquecentesche e cercando nel contempo di recuperare quanto più possibile del preesistente convento dei frati Cappuccini edificato nel 1641 e di cui ancora si conservavano alcune vestigia nell'area. Venne visitata mentre era ancora in fase di costruzione dallo scrittore e naturalista piemontese Giuseppe Francesco Baruffi che, descrivendone l'avanzamento dei lavori, la riportò nella sua opera  Pellegrinazioni autunnali ed opuscoli, edito nel 1842.
La villa rimase proprietà della famiglia Caccia fino al 1950 quando negli anni '60 venne adibita a scuola media per poi essere acquistata negli anni '80 dal comune di Romagnano Sesia ed attualmente una convenzione con il Museo storico etnografico locale ha permesso notevoli restauri.
È attualmente sede del Museo storico etnografico della Bassa Valsesia.
Fa da contorno alla villa un grande parco che la isola in una zona di verde tra numerose piante secolari.

## Struttura
Come la maggior parte delle ville classiche di villeggiatura, Villa Caccia si presenta con il classico schema a "U" contraddistinto dal corpo centrale adibito a residenza di altezza ragguardevole (due piani nobili oltre al piano terra e ad una soffitta) che fa da contrasto alle ali laterali di dimensioni più basse ed adibite a residenza della servitù, stalle e deposito.
Le proporzioni dell'edificio sono monumentali: essa dispone di una superficie di 1.850 metri quadri, con una somma totale dei vari piani di 4.080 metri quadri ed è una delle maggiori ville del Piemonte, con una volumetria di 21.292 metri cubi.
La facciata principale, racchiusa entro la corte, si presenta come un poderoso edificio quadrangolare scandito da finestre di stile ottocentesco piemontese, ingentilite da lesene ioniche che si affiancano a ciascuna apertura. Sul retro, invece, la facciata è ribassata a due soli piani ed ingentilita da un doppio porticato sovrastato da un timpano di stampo neoclassico. 
Alla villa fa da contorno un parco di 23.000 metri quadri con piante secolari di vario tipo.